# Пириформни кортекс
Пириформни кортекс је регион у мозгу, део риненцефалона који се налази у великом мозгу. Функција пириформног кортекса односи се на чуло мириса.

## Структура
Пириформни кортекс је део риненцефалона који се налази у великом мозгу. У људској анатомији, пириформни кортекс је описан као да се састоји од кортикалне амигдале, ункуса и предњег парахипокампалног гируса. Тачније, људски пириформни кортекс се налази између инсуле и темпоралног режња, антериорно и бочно од амигдале.

## Функција
Функција пириформног кортекса односи се на олфакцију, што је перцепција мириса. Ово се посебно показало код људи за задњи пириформни кортекс. Показало се да пириформни кортекс код глодара и неких примата садржи ћелије које експримирају маркере пластичности као што су двоструки кортин и PSA-NCAM који су модулисани системом норадренергичких неуротрансмитера.

## Клинички значај
Пириформни кортекс садржи критичну, функционално дефинисану епилептогену тригер зону, „Area Tempestas“. Са овог места у пириформном кортексу могу се покренути хемијски и електрично изазвани напади. То је место деловања за проконвулзивно дејство хемоконвулзаната.